# Triancyra lutea
Triancyra lutea är en stekelart som beskrevs av Baltazar 1961. Triancyra lutea ingår i släktet Triancyra och familjen brokparasitsteklar. Inga underarter finns listade i Catalogue of Life.